# Nicholas Humphrey

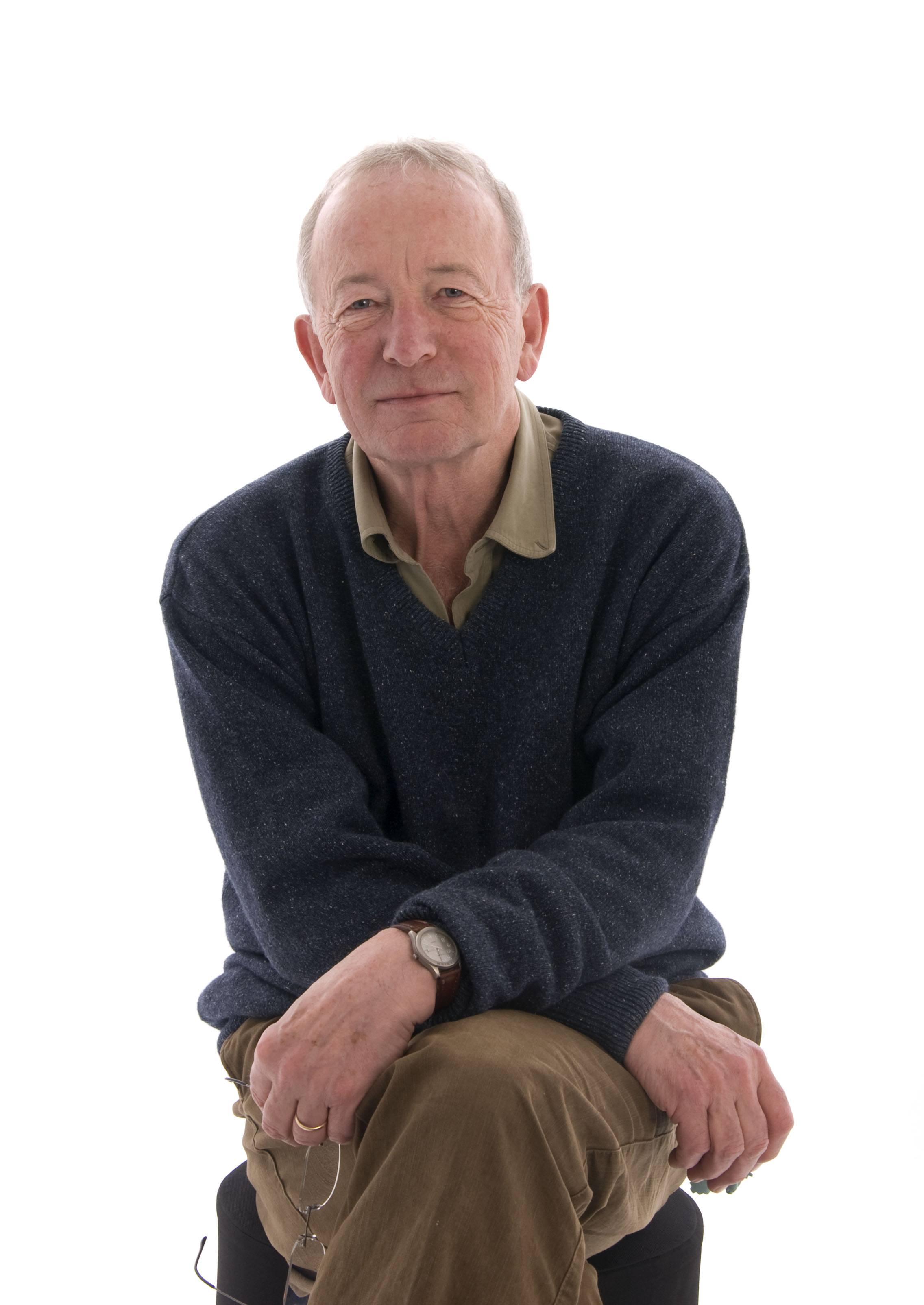
Nicholas Humphrey 2006

Nicholas Keynes Humphrey (* 27. März 1943) ist ein britischer Psychologe. Er war bis 2008 Professor an der London School of Economics und an der New School in New York City.

## Leben
Humphrey besuchte 1956–61 die Westminster School. Seinen B.A. (1964) und seinen Ph.D. (1968) in Psychologie erhielt er von der University of Cambridge. Er hatte Professuren an den Universitäten Cambridge und Oxford sowie der London School of Economics inne.
Er studierte unter anderem Berggorillas mit Dian Fossey in Ruanda.
Seine Werke zur evolutionären Psychologie erhielten zahlreiche Preise (den Martin Luther King Memorial Preis, die Pufendorfmedaille und den British Psychological Society’s Book Award).

## Familie
Humphrey ist der Sohn des Immunologen John Herbert Humphrey und dessen Frau Janet Humphrey (geb. Hill), der Tochter des Nobelpreisträgers Archibald Hill. John Maynard Keynes ist sein Großonkel. Später war er mit Caroline Waddington, Tochter von C. H. Waddington verheiratet. Nach der Trennung lebte er mit Susannah York zusammen. Später heiratete er Ayla Kohn, mit der er zwei Kinder hat.

## Veröffentlichungen (Auswahl)
Humphrey hat zwischen 1967 und 1998 über 100 Wissenschaftliche Publikationen verfasst.
- Consciousness Regained: Chapters in the Development of Mind. Oxford University Press, 1983. (Spanische Übersetzung: 1989)
- Four minutes to midnight. The BBC Bronowski Memorial Lecture, BBC Publications, 1981; Menard Press, 1982. (Deutsche, Griechische und Russische Übersetzungen: 1982)
- mit R. J. Lifton (Hrsg.): In a Dark Time. Faber & Faber, 1984, Harvard University Press, 1984.
- The Inner Eye. Faber & Faber, 1986, Faber Inc, 1987, Vintage, 1993, Oxford University Press, 2002. (Italienische und Spanische Übersetzungen: 1992, Japanische Übersetzung: 1993)
- A History of the Mind. Chatto & Windus, 1992, Simon & Schuster, 1992, Vintage, 1993, Copernicus, 1999. (Portugiesische Übersetzung: 1995; Deutsche Übersetzung: 1996; Italienische Übersetzung: 1998)
- Leaps of Faith: Science, Miracles and the Search for Supernatural Consolation. Chatto & Windus, 1995, Vintage, 1996, Basic Books, 1996, Copernicus, 1999.
- How to Solve the Mind-Body Problem. Imprint Academic, 2000.
- The Mind Made Flesh: Essays from the Frontiers of Evolution and Psychology. Oxford University Press, 2002. (Japanische Übersetzung: 2004)
- Seeing Red: a Study in Consciousness. Harvard University Press, 2006. (Japanische Übersetzung: 2006, Italienische Übersetzung: 2007, Deutsche Übersetzung: 2008)
- Soul Dust: The Magic of Consciousness. Quercus Publishing, 2011, Princeton University Press, 2011
- Sentience – The Invention of Consciousness. Oxford University Press, 2022